# Maydenia Sarduy
Maydenia Sarduy, född 20 april 1984, är en kubansk bågskytt. Hon deltog vid olympiska sommarspelen 2004.